# Infinity Tower (Brisbane)
L’Infinity Tower è un grattacielo residenziale di Brisbane.

## Caratteristiche
Costruito tra il 2009 e il 2014 è stato con i suoi 249 metri l'edificio più alto di Brisbane fino a quando non è stata completata la 1 William Street.
Al suo interno si trovano 549 unità abitative tutte vendute ancor prima dell'inaugurazione dell'edificio. A disposizione dei residenti vi sono un centro benessere, una piscina, una sauna e una palestra.
Durante la costruzione è stata usata la più grande gru autoportante mai utilizzata nell'emisfero meridionale, alta 311 metri.